# Rotterdammertjes

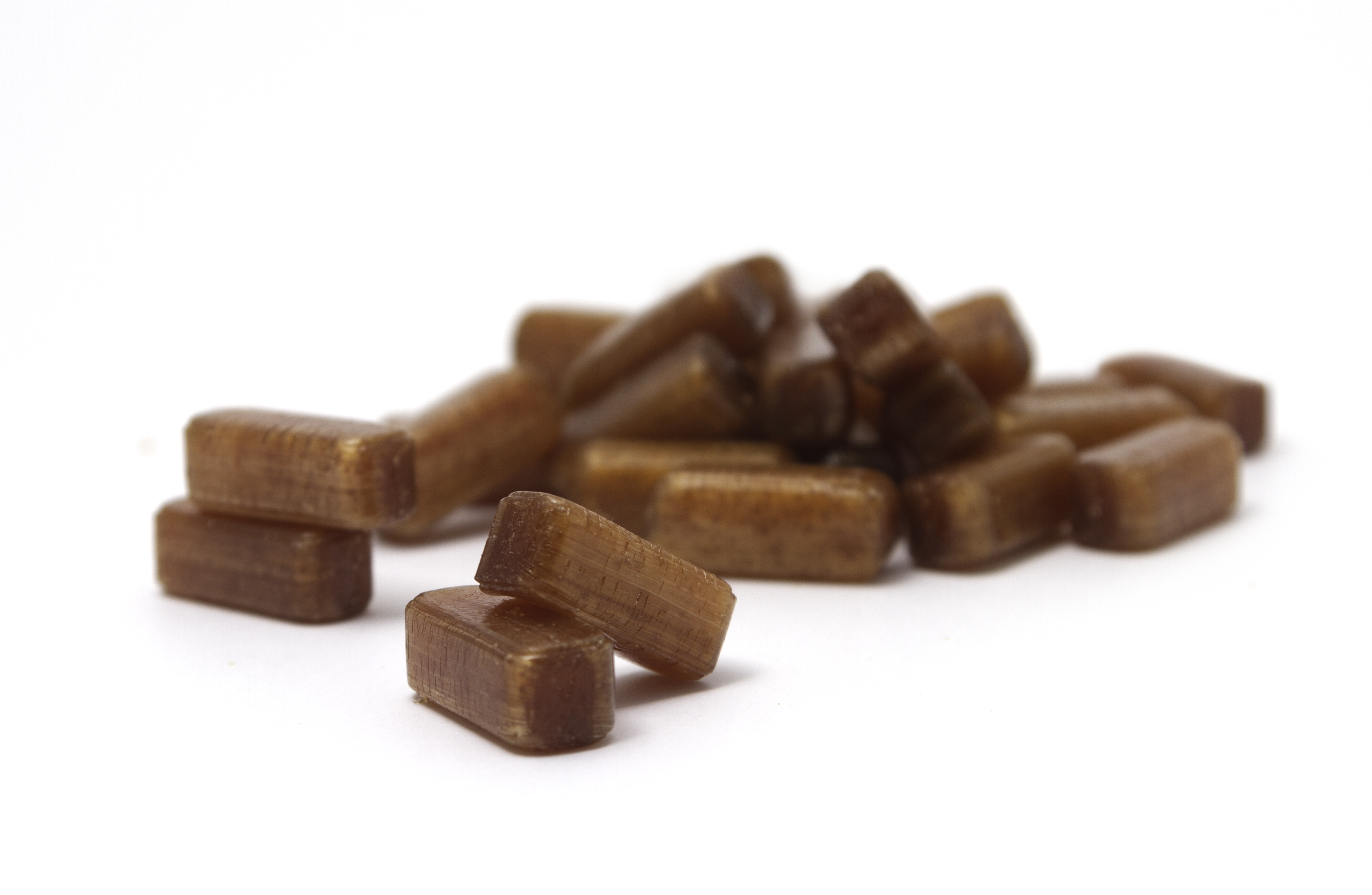
Rotterdammertjes

Rotterdammertjes zijn snoepjes in de vorm van baksteentjes die symbool staan voor de wederopbouw en architectuur van de stad Rotterdam. De snoepjes zijn in 2017 op de markt gebracht door Olaf Ouwerkerk, die het snoepje ontwikkelde als Rotterdamse tegenhanger van het Haags hopje. De harde snoepjes worden geproduceerd door snoepproducent Pervasco.
De smaak is een combinatie van frisse sinaasappel, menthol en kaneel, die symbool staan voor de fruitoverslaghaven (sinaasappel), de specerijenhandel, de scheepvaart en de Maas (kaneel) en Rotterdam zelf (menthol).
In 2018 is eenmalig een Feyenoord-editie uitgebracht.